# Matthew Sharpe (Triathlet)
Matthew Sharpe (* 24. Juli 1991 in Campbell River) ist ein kanadischer Triathlet, Weltmeister Aquathlon (2017) und Olympiastarter (2020).

## Werdegang
2016 wurde er kanadischer Vizemeister im Triathlon.
2017 wurde er in Penticton ITU Weltmeister im Aquathlon.
Im Juli 2021 belegte Matthew Sharpe bei den Olympischen Sommerspielen in Tokio den 48. Rang.
Im August 2022 gewann der 31-Jährige auf der Triathlon-Mitteldistanz (1,9 km Schwimmen, 90 km Radfahren und 21,1 km Laufen) den Ironman 70.3 Boulder.

## Sportliche Erfolge
| Datum/Jahr    | Rang | Wettbewerb                           | Austragungsort | Zeit     | Bemerkung              |
| ------------- | ---- | ------------------------------------ | -------------- | -------- | ---------------------- |
| 6. Aug. 2022  | 1    | Ironman 70.3 Boulder                 | Boulder        | 03:49:56 | [ 1 ]                  |
| 26. Juli 2021 | 48   | Olympische Sommerspiele 2020         | Tokio          | 01:57:32 |                        |
| 23. Juli 2016 | 2    | CAN Triathlon National Championships | Ottawa         | 01:45:42 | hinter Russell Pennock |

| Datum/Jahr    | Rang | Wettbewerb                        | Austragungsort | Zeit     | Bemerkung             |
| ------------- | ---- | --------------------------------- | -------------- | -------- | --------------------- |
| 25. Aug. 2017 | 1    | ITU Aquathlon World Championships | Penticton      | 00:29:55 | Aquathlon-Weltmeister |